# آوا، توکوشیما
آوا در استان توکوشیما در کشور ژاپن  واقع شده است که دارای جمعیت ۴۰٬۳۰۳ نفر و مساحت ۱۹۰٫۹۷ کیلومتر مربع با تراکم جمعیت ۲۱۱ نفر در کیلومترمربع است و در تاریخ ۱ آوریل ۲۰۰۵ به عنوان شهر شناخته شد.